# 야마자키 와타루
야마자키 와타루(일본어: 山崎 渡, 1980년 9월 18일 ~ )는 일본의 전 축구 선수이다.

## 구단 경력
과거 더스파 구사쓰에서 활동하였다.